# 미쉘 베루베
미셸 버루비(Michelle Berube, 영어 발음: /bəˈruːbiː/, 1966년 3월 1일 ~ )는 미국의 리듬 체조 선수, 배우이다.

## 출연 작품

### 영화
- 황혼에서 새벽까지 (1996)
- 재키 브라운 (1997)